# Сага об Эрике Рыжем
«Сага об Эрике Рыжем» («Сага об Эрике Рыжем», исл. Eiríks saga rauða) — исландская сага о путешествиях викингов в Северную Америку. В саге изложена хроника событий, повлёкших изгнание Эрика Рыжего, о том, как он открыл Гренландию и основал там поселение, а также об открытии Винланда сыном Эрика Рыжего Лейфом Эрикссоном во время плаванья, когда драккар Лейфа сбился с курса. Эта сага — одна из винландских саг, посвящённых открытию Америки задолго до Колумба.
Она представлена двумя манускриптами: «Хауксбук» (исл. Hauksbók) и «Сколхолтсбук» (исл. Skálholtsbók, «книга Скаулхольта» XV век). Современные исследователи считают, что «Сколхолтсбук» — более близкая к оригинальному тексту версия. Предполагается, что сама сага была составлена в XIII веке.
Норвежский путешественник, археолог и писатель Хельге Ингстад, вдохновлённый сагой об Эрике Рыжем, в конце 1950-х годов занялся раскопками на канадском острове Ньюфаундленд, обнаружив в 1960 году на Большом Северном его полуострове, недалеко от деревни Л’Анс-о-Медоуз, остатки норманнского поселения XI века и описав свои поиски в научно-популярной книге «По следам Лейва Счастливого».
| Пути странствий различных персонажей винландских саг на территорию современной Америки |